# 甘祖昌
甘祖昌（1905年3月23日—1986年3月28日），江西省莲花县人，中国人民解放军将领、中国人民解放军开国少将。
曾任中国人民解放军新疆军区后勤部部长。1955年，授予中国人民解放军少将，同年甘祖昌申请弃官务农未准。经过多次申请，1957年8月4日，组织正式批准甘祖昌回乡务农，在家乡带头修建了多处水利工程，被称为“农民将军”。其妻为2013年感动中国人物龚全珍。

## 生平
1905年出生于江西省莲花县坊楼乡桥头村一个贫苦农民家庭。1926年参加本村农民协会，1927年8月加入中国共产党，并担任乡土改委员会主任。1928年参加中国工农红军。曾任莲花县独立团军需处处长，西北野战军纵队后勤部部长，第一兵团后勤部副部长等职。1949年中华人民共和国成立后，历任新疆军区后勤部副部长、部长。1957年因身体原因辞职回乡务农。曾任江西省第四届政协副主席，第三、四届全国人大代表，第五届全国人大常委会委员。曾获二级八一勋章、二级独立自由勋章、二级解放勋章。1986年3月23日在江西省莲花县病逝，享年81岁。